# Papier mâché
Papier mâché (z fr.) – dająca się formować, twardniejąca po wysuszeniu masa z rozdrobnionego i rozmiękczonego w wodzie papieru (makulatury) z dodatkiem substancji wiążących (kleju, klajstru, gipsu), uszlachetniających (kredy, barwników) i konserwujących. Masę nakłada się niezbyt grubą warstwą na uprzednio przygotowaną formę i pozostawia do wyschnięcia.
Wykorzystywana (najczęściej w teatrze) do wykonywania elementów dekoracyjnych, masek oraz w lalkarstwie (zobacz: pacynka). Wykorzystywana też do wyrobu ozdób artystycznych i lamp. 
Od 1925 ogromne kukły z papier mâché są ozdobą karnawału w Viareggio.

## Galeria

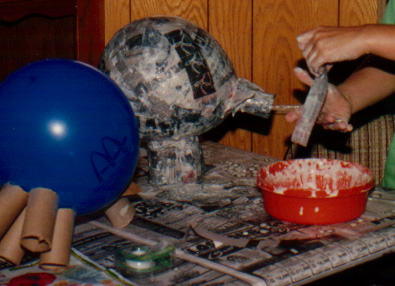
Sposób wykonywania świnki
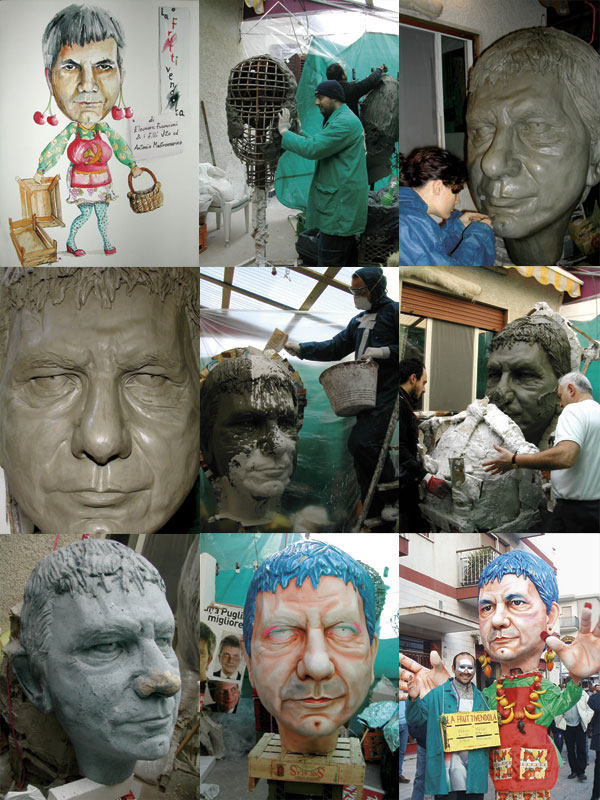
Sekwencja przygotowania maski z wizerunkiem Nichiego Vendoli
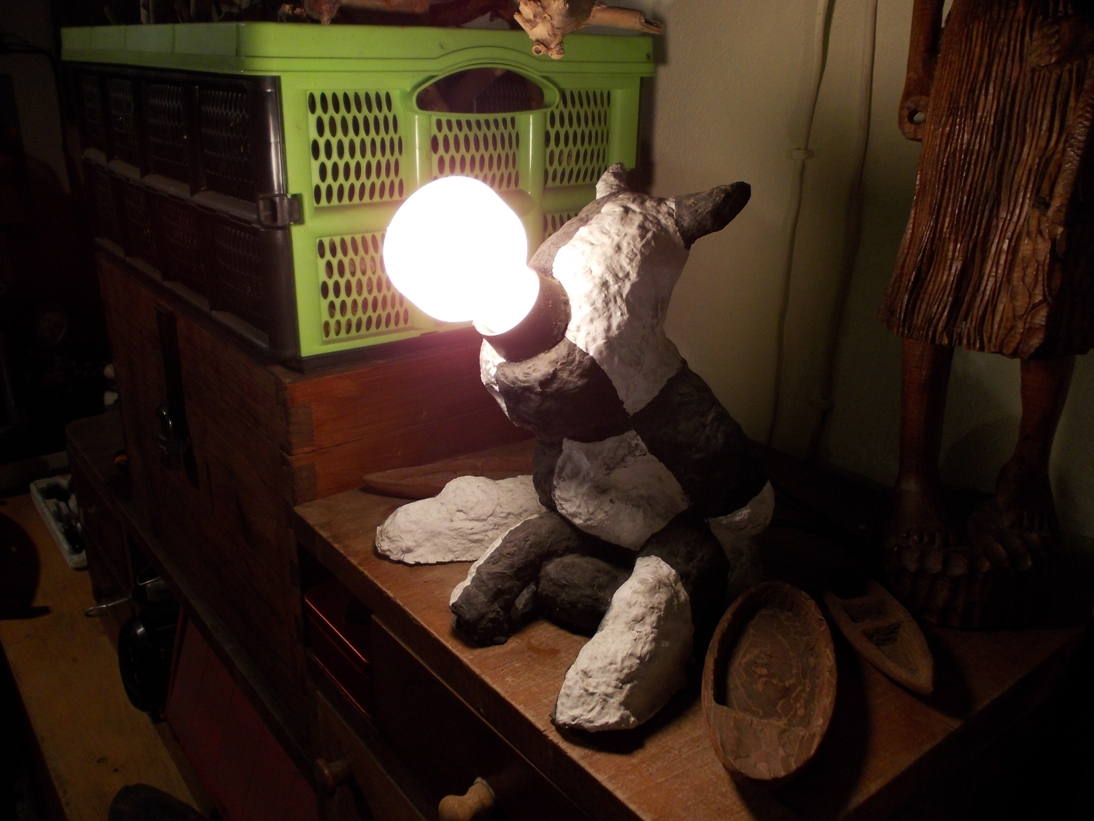
Lampka wykonana z pełnej grubości papier mâché zrobionego ze starych gazet i mąki